# Tommy Bolin
Tommy Bolin, född 1 augusti 1951 i Sioux City, Iowa, död 4 december 1976 i Miami, Florida, var en amerikansk gitarrist, mest känd som medlem i grupperna Zephyr, James Gang och Deep Purple och för sitt arbete som soloartist.

## Historia

### Bakgrund
Tommy Bolin föddes den 1 augusti 1951 som Thomas Richard Bolin i Sioux City, Iowa, USA. Bolins far Richard var av svensk härkomst och hans mor Barbara var av syriansk härkomst. Han hade två yngre bröder, Johnnie och Rick. Han utvecklade tidigt ett stort intresse för musik och började så småningom att spela trummor, men gick snart över till keyboard och gitarr. Bolins första band hette Miserlous, men när det mer erfarna bandet Denny & The Triumphs hörde Bolin tog det inte lång tid innan han istället blev medlem i deras band. Kort därefter blev gruppens basist, Denny Foote, sparkad och bandet bytte då namn till Patch of Blue innan gruppen lades ner i mitten av 1967. Bolin var också involverad i ett band som hette The Chateaux, han var aldrig någon fast medlem i bandet men 1968 gav gruppen ut en singel, "Reference Man", på Eye Records som Bolin medverkade på.
Vid 15 års ålder hoppade Bolin av skolan och efter att ha fått ett samtal från Brad Miller, som varit kompgitarrist i Patch of Blue, flyttade han till Boulder i Colorado och bodde hos Miller och hans fru i ett halvår. En kväll träffade han bandet Cross Town Bus och började jamma med dem. Sångaren i bandet, Jeff Cook, kom senare att skriva flera låtar med Bolin som dök upp på Bolins bägge studioalbum. Dagen därpå sparkades gitarristen i Cross Town Bus och ett nytt band, American Standard, bildades med Bolin som gitarrist. Under en konsert den 14 februari 1968, gästades bandet av Jimi Hendrix. Senare under 1968 lades bandet ner och Bolin bildade kort därefter bandet Ethereal Zephyr, som tog sitt namn efter ett tåg som gick mellan Denver och Chicago. När skivbolag blev intresserade av gruppen förkortade de namnet till Zephyr och bandet bestod då av; Bolin på gitarr, David Givens på bas och Givens fru, Candice Givens på sång, John Faris på klaviatur och Robbie Chamberlin på trummor.
Gruppen började få spelningar på större ställen och var bland annat förband åt etablerade akter som Led Zeppelin. Till bandets andra album, Going Back to Colorado, hade de en ny trummis, Bobby Berge, som även under senare år samarbetade med Bolin i flera andra projekt. Efter att Zephyrs andra album givits ut lämnade Bolin gruppen för att gå vidare med mer progressiva projekt. 1972 bildade Bolin, 20 år gammal, jazz fusion-bandet Energy. Bandet fick dock aldrig något skivkontrakt, men flera postuma utgåvor har visat bandets potential och Bolins konstnärliga vision. Bolin använde senare under karriären en del av materialet som skrevs med medlemmar i Energy; Lady Luck från Deep Purples Come Taste the Band och flera av låtarna som senare gavs ut på Teaser. 1973 medverkade han på Billy Cobhams debutalbum Spectrum, medverkade gjorde också: Jan Hammer (keyboard) och Leland Sklar (bas). Skivan betraktas av många som en milstolpe när det gäller jazz fusion, kanske främst genom låtar som Stratus och Quadrant 4.
Bolin värvades samma år till James Gang för att ersätta gruppens gitarrist Domenic Troiano, som två år tidigare ersatt Joe Walsh. Han medverkade på två studioalbum med bandet, Bang och Miami, och blev snabbt även bandets viktigaste låtskrivare. Efter Miami-turnén lämnade Bolin gruppen för att bilda ett eget band. Han gjorde även en del inhopp som studiomusiker på bland annat Alphonse Mouzons (från Weather Report) album Mind Transplant och det kanadensiska rockbandet Moxys debutalbum.
Efter tiden i James Gang fick han möjligheten att skriva ett skivkontrakt med Nemperor Records för att spela in ett soloalbum. Bolins tanke var att ta in ett stort antal olika studiomusiker, som han tidigare samarbetat med i olika sammanhang. Efter att ha uppmuntrats från vänner och kollegor bestämde sig Bolin även för att själv sjunga på albumet. På detta album medverkade bland andra: David Foster, David Sanborn, Jan Hammer, Phil Collins och Glenn Hughes. Inspelningarna pågick under en ganska lång tid och under det arbetet fick Bolin ett erbjudande att ersätta Ritchie Blackmore i Deep Purple.
I oktober 1975 gavs Bolins debutalbum, Teaser, ut och även Bolins första album med Deep Purple, Come Taste the Band. Under Deep Purples världsturné som följde 1975 och 1976 spelade de en låt från Teaser varje kväll, i början av turnén "Wild Dogs", senare den instrumentala "Homeward Strut". Det blev dock allt tydligare under turnén att Bolin hade problem med heroin. Heroinmissbruket ledde till slitningar inom bandet och allt mer varierande insatser från Bolin på konserterna. Enligt Hughes led Bolin också av grov ångest på scen, då det inte var ovanligt för fans att trakassera Bolin, och negativt jämföra honom mot Blackmore. Turnén avslutades med ett fåtal konserter i England i mars 1976, vilka blev de enda bandet gjorde med Bolin som gitarrist i Europa. Deep Purple gjorde sin sista konsert i Liverpool 15 mars 1976 innan gruppen upplöstes.
Bolin var tillbaka på turné med sitt soloband och planerade även en uppföljare till Teaser. Bandet hade under 1976 många olika medlemmar med bland annat Mark Stein, Jimmy Haslip och Michael Narada Walden. Även Bolins yngre bror, Johnny, spelade under en kortare period trummor i bandet. Bolin började samtidigt med turnerandet spela in sitt andra album, Private Eyes, som gavs ut på CBS. Det var planerat att bli ett dubbelalbum, men när varken tid eller pengar räckte blev det ett vanligt album istället. Bolin gjorde en bra insats på albumet med tanke på sitt allt svårare drogmissbruk och upplösningen med sin flickvän, Karen Ulibarri. Jämfört med "Teaser" drygt ett år tidigare blev "Private Eyes" ett mer sammanhållet album, med i princip samma musiker på alla låtar, färre utflykter i jazz och fusion, och fler lugna låtar. Bolin hann även mogna och utvecklas som sångare till sin andra soloskiva.

### Död
Bolins turné för Private Eyes blev även hans sista. Kostnaderna att ha ett band på turné tillsammans med hans tunga drogmissbruk  gjorde att han fick allt mer ekonomiska problem. Under sina sista konserter var han förband åt Peter Frampton och Jeff Beck och vissa av de konserterna var fyllda av tekniska problem och dessutom ojämna framträdanden. Den allra sista konserten, 3 december 1976, öppnade han för Jeff Beck och avslutade konserten med Post Toastee, efter framträdandet poserade han för ett fotografi tillsammans med Beck.
Efter att ha tagit både mediciner (barbiturater) och narkotika (heroin och kokain) i stora mängder blev Bolin medvetslös under natten. Enligt vissa källor lämnade ledarna för turnén Bolin på sitt rum med sin nya flickvän som såg efter honom. Man ville inte ha mer negativ publicitet om turnén och därför ringde inte turnéledarna efter en ambulans. Nästa morgon, 4 december, hade Bolins tillstånd blivit värre. Valeria, hans schweiziska flickvän, fruktade för hans liv och ringde efter en ambulans. När sjukvårdspersonal anlände dödförklarades Bolin, 25 år gammal.

## Diskografi
- 1969 – Zephyr (Zephyr)
- 1971 – Going Back to Colorado (Zephyr)
- 1973 – Bang! (James Gang)
- 1973 – Spectrum (Billy Cobham)
- 1974 – Miami (James Gang)
- 1975 – Moxy (Moxy)
- 1975 – Come Taste the Band (Deep Purple)
- 1975 – Teaser (Solo)
- 1976 – Private Eyes (Solo)